# Schirach (Adelsgeschlecht)
Schirach, obersorbisch Šěrach, ist der Name eines sorbisch-deutschen Geschlechts aus der Oberlausitz, dessen direkte Stammreihe urkundlich 1485 mit George Schirag, Bauer in Schiedel bei Kamenz, beginnt. Sie wurde am 17. Mai 1776 in den erbländisch-österreichischen Adelsstand erhoben.
Der Name stammt vermutlich vom sorbischen šěrak für „Graubart, Graukopf“ im Sinne von „Greis“.

## Stammfolge

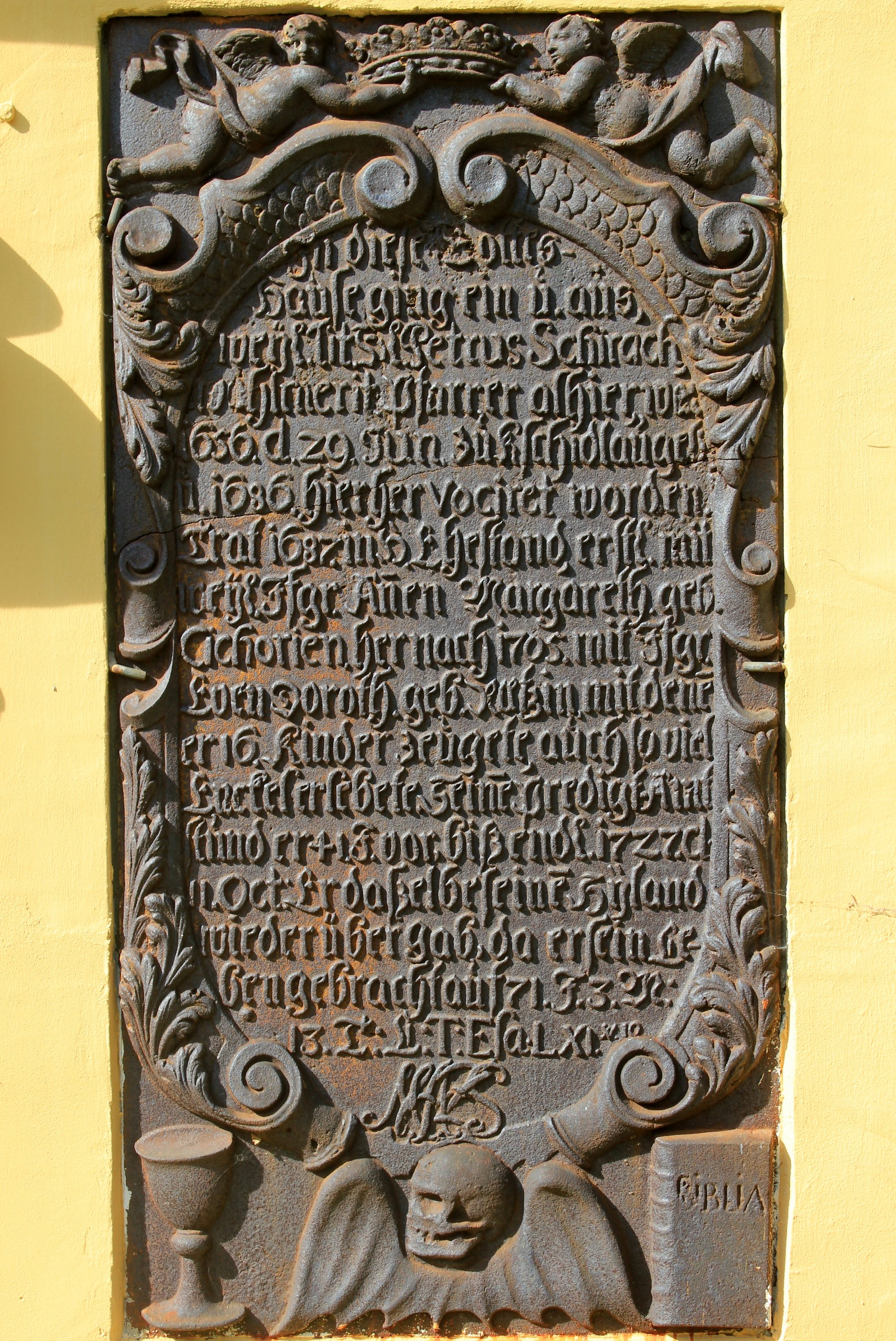
Grabplatte von Peter Schirach an der Krebaer Kirche

- Peter Schirach (obersorbisch Pětr Šěrach; * 29. Juni 1656 in Schiedel) – Der erste Theologe aus der Familie; ordiniert in Wittenberg am 22. Oktober 1686, Pfarrer in Creba, wo er am 11. Oktober 1727 starb. Drei Söhne wurden Theologen:
  - Andreas Nikolaus (Handrij Mikławš; * 30. Dezember 1690 in Creba), 1722 Diakon in Zibelle, wo er auch starb
  - Adam Zacharias (Hadam Zacharias; * 7. April 1693 in Creba; † 28. Juli 1758 in Malschwitz), 1716 in Wittenberg zum Magister promoviert, gründete nach seinem Wechsel nach Leipzig im selben Jahr dort mit fünf weiteren Oberlausitzer evangelischen Theologen ein Predigerkollegium, das unter dem Namen Lausitzer Prediger-Gesellschaft geführt wurde und den ältesten sorbischen Verein darstellt. Er wurde am 5. September 1720 Pfarrer in Nostitz und am 13. Januar 1730 Pfarrer in Malschwitz, wo er 1758 starb
    - Adam Gottlob Schirach (1724–1773) – Pfarrer, Physikotheologe und Schriftsteller.
      - Karl Gottlob Schirach (Sohn von Adam Gottlob; Korla Bohuchwał, * 25. Februar 1764 in Kleinbautzen; † 16. September 1836 in Reichwalde), Pfarrer und Mitherausgeber der ersten sorbischen Zeitschrift Měsačne pismo k rozwučenju a wokřewjenju.[2]

  - Christian Gottlob (Křesćan Bohuchwał; * 25. Juni 1709 in Creba), 1733 Student in Leipzig, wurde am 8. Oktober 1737 in Dresden ordiniert und indirekter Nachfolger seines Bruders im Pfarramt in Nostitz, 1742 Pfarrer in Holzkirch, 1747 in Tiefenfurth, beide nahe Lauban östlich der Neiße, wo er am 9. März 1776 starb. 
    - Gottlob Benedikt von Schirach (Sohn von Christian Gottlob Schirach) (Bohuchwał Benedikt ze Šěrach; * 13. Juni 1743 in Holzkirch; † 7. Dezember 1804 in Altona), Historiker und Publizist (u. a. Herausgabe der Zeitschrift Politisches Journal nebst Anzeige von gelehrten und anderen Sachen), Professor der Geschichte und Politik in Helmstedt. Er wurde 1776 in den erbländisch-österreichischen Adelsstand erhoben, trat 1780 in dänische Dienste und wurde dänischer Legationsrat.
      - Wilhelm Benedict von Schirach (1779–1866) (Sohn von Gottlob Benedikt von Schirach), deutscher Jurist und Publizist (u. a. Herausgabe der Zeitschrift Politisches Journal nebst Anzeige von gelehrten und anderen Sachen)
      - Karl Benedict von Schirach (* 1790) (Sohn von Gottlob Benedikt von Schirach), deutscher Jurist und Autor
        - Karl Friedrich von Schirach (1842–1917), US-amerikanischer Offizier ⚭ Elisabeth Baily Norris (1833–1873)
          - Friedrich Wilhelm von Schirach (1870–1924), Komponist
          - Carl Benedikt Norris von Schirach, Theaterintendant (1909–1918) in Weimar
            - Rosalind von Schirach (* 1898, † 1981) deutsche Sängerin
            - Baldur von Schirach (* 1907, † 1974), deutscher Politiker (NSDAP), Reichsjugendführer; später Reichsstatthalter und Gauleiter in Wien; im Nürnberger Prozess verurteilt wegen Verbrechens gegen die Menschlichkeit, freigesprochen von der Anklage der Vorbereitung eines Angriffskrieges.
              - Angelika von Schirach (* 1933)
              - Klaus von Schirach (* 1935), deutscher Rechtsanwalt
              - Robert Benedict Wolf von Schirach (* 1938, † 1980)
                - Norris von Schirach (* 1963), deutscher Schriftsteller
                - Ferdinand von Schirach (* 1964), deutscher Strafverteidiger und Schriftsteller

              - Richard von Schirach (* 1942, † 2023), deutscher Autor und Sinologe
                - Ariadne von Schirach (* 1978), deutsche Autorin
                - Benedict Wells (* 1984 als Benedict von Schirach[3]), dt. Schriftsteller

## Weitere Personen
- Henriette von Schirach (1913–1992), deutsche Schriftstellerin und Ehefrau von Baldur von Schirach
- Otto von Schirach (* 1978), US-amerikanischer DJ
- Viktoria von Schirach (* 1960), deutsche Schriftstellerin

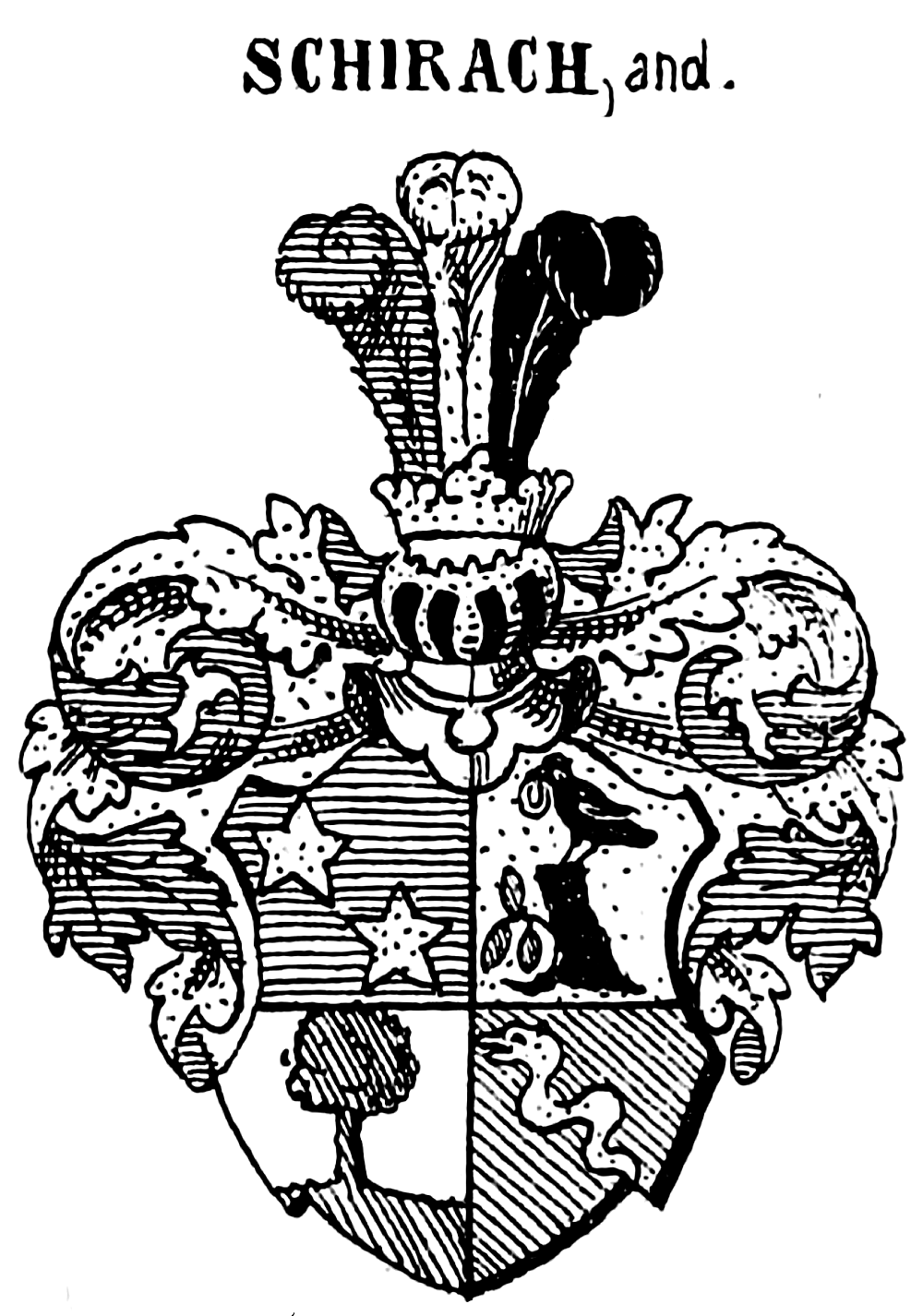
Wappenvariante

## Wappen
Gevierteilt, 1: in Blau schrägrechts zwei goldene Sterne, 2: in Gold auf einem aus schwarzem Stamm wachsenden grünen Zweig sitzend eine weiße Taube, 3: in Silber auf grünem Boden ein grün belaubter Baum, 4: in Grün eine schrägrechts aufsteigende gekrümmte goldene Schlange; auf dem Helm mit blau-goldenen Decken die Taube vor einer mit drei natürlichen Pfauenfedern besteckten blauen Säule.